# Giá trị của Trái Đất

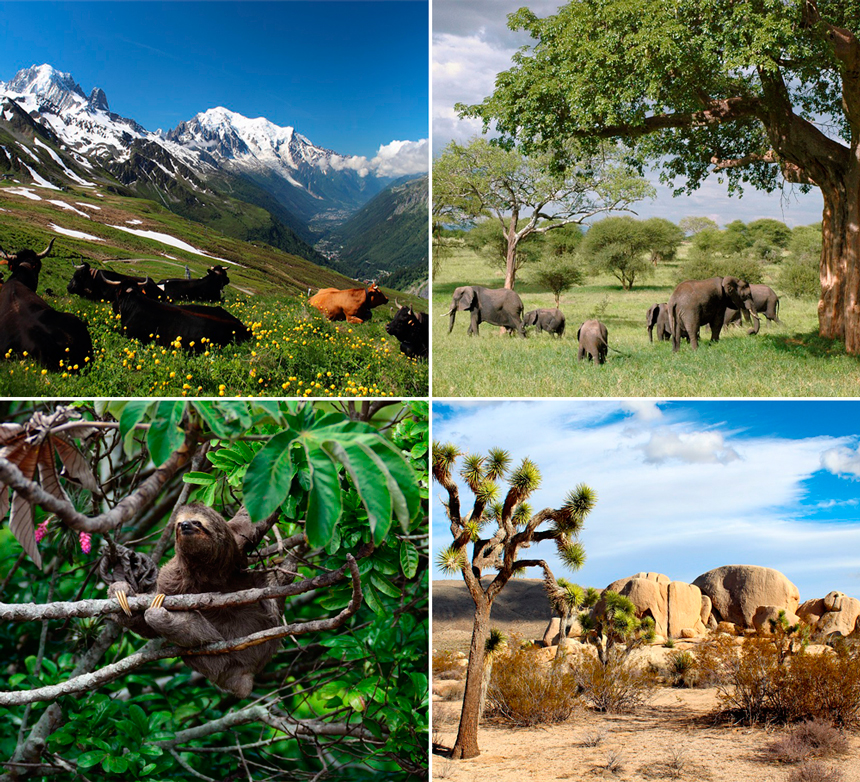
Giá trị của Trái Đất

Giá trị của Trái Đất, tức là giá trị ròng của hành tinh chúng ta, là một khái niệm được tranh luận cả về định nghĩa giá trị, cũng như phạm vi của "Trái Đất". Do hầu hết các chất của hành tinh không có sẵn dưới dạng tài nguyên, "Trái Đất" đã được tính bằng tổng của tất cả các "dịch vụ" của hệ sinh thái như được đánh giá trong định giá hệ sinh thái hoặc kế toán toàn bộ chi phí. Giá cho các "dịch vụ" mà hệ sinh thái của thế giới cung cấp cho con người được ước tính vào năm 1997 là 33 nghìn tỷ đô la mỗi năm, với khoảng tin cậy từ 16 nghìn tỷ đến 54 nghìn tỷ đô la. So với tổng thu nhập quốc dân (GNP) của tất cả các quốc gia cùng thời (18 nghìn tỷ đô la), hệ sinh thái dường như sẽ cung cấp giá trị kinh tế cao gấp 1,8 lần so với con người đang tạo ra. Các chi tiết kết quả đã được đặt câu hỏi, đặc biệt là GNP, được cho là gần 28 nghìn tỷ đô la (khiến "dịch vụ" của hệ sinh thái chỉ quý hơn 1,2 lần), trong khi cách tiếp cận cơ bản đã dễ dàng được thừa nhận. Ngân hàng Thế giới đưa ra tổng sản phẩm quốc nội (GDP) năm 1997 là 31.435 nghìn tỷ đô la, tương đương với giá trị hệ thống sinh học. Những lời chỉ trích đã được giải quyết trong một ấn phẩm sau đó, trong đó đưa ra một ước tính 125 nghìn tỷ $ / năm cho các "dịch vụ" của hệ sinh thái vào năm 2011, trong đó làm cho chúng gấp đôi giá trị như GDP, với một kết quả lỗ hàng năm từ 4,3-20200000000000 / năm.
BBC đã xuất bản một trang web liệt kê các loại tài nguyên khác nhau trên các quy mô khác nhau cùng với các giá trị ước tính hiện tại của chúng từ các nguồn khác nhau, trong đó có BBC Earth và Tony Juniper phối hợp với Trung tâm giám sát bảo tồn thế giới của Chương trình môi trường Liên hợp quốc (UNEP-WCMC). Chỉ riêng giá trị của nước ngọt đã được đưa ra là 73,48 nghìn tỷ đô la.